# Maria Josepha von Holzapfel

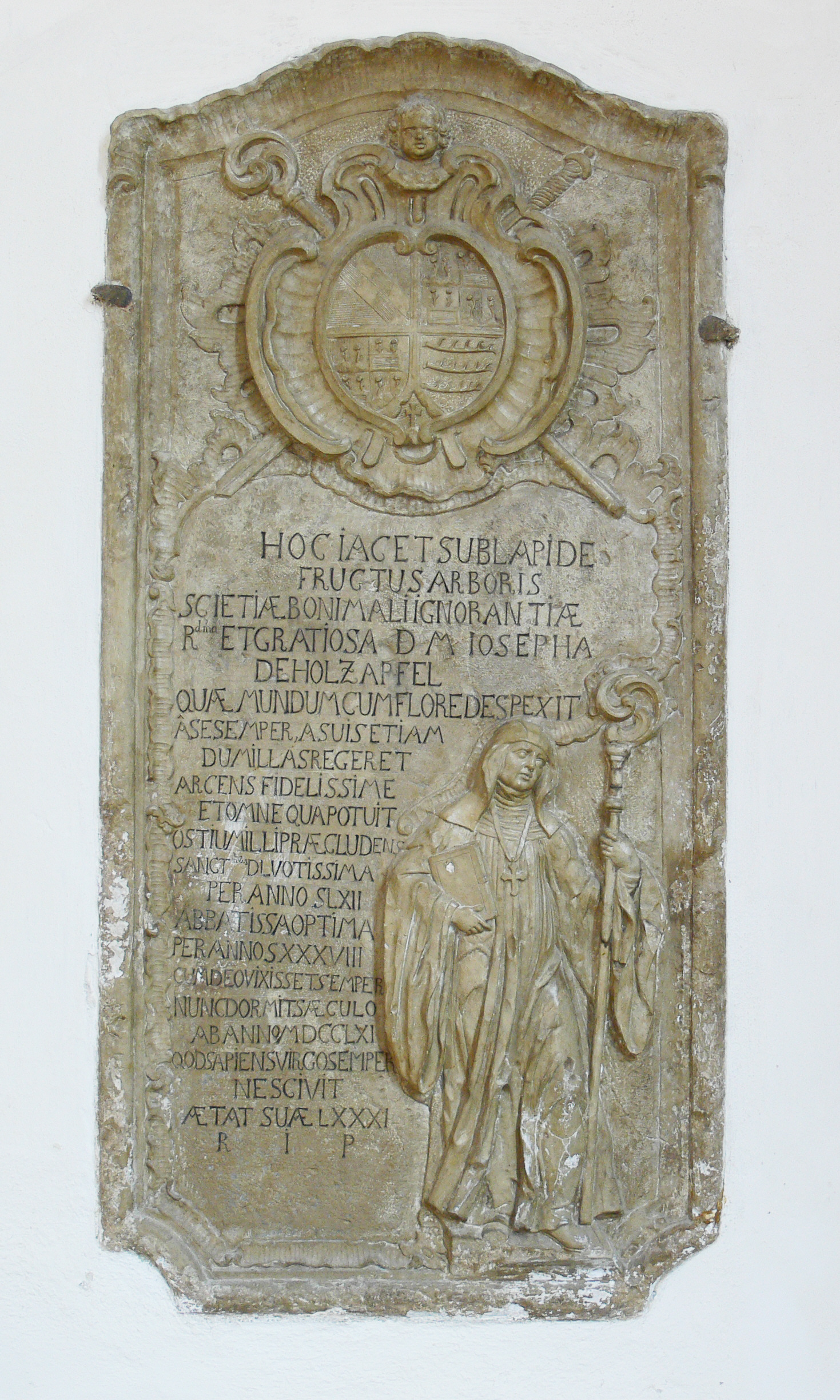
Epitaph von Maria Josepha von Holzapfel 1761

Maria Josepha von Holzapfel, auch Josepha Holzapfel von Herxheim (* um 1700?; † 1761 in Heiligkreuztal), war Äbtissin des Klosters Heiligkreuztal. Sie veranlasste den barocken Ausbau des Klosters, erhalten ist ihr Epitaph.

## Leben
Maria Josepha war möglicherweise eine Tochter des Augsburger Stadtpflegers Johann Jakob Holzapfel von Herxheim (* 1673) und der Johanna Theresia Freiin von Deuring. Seit 1723 war sie die Äbtissin in Heiligkreuztal. Um 1750 kam es zu einem wirtschaftlichen Aufschwung im Kloster, es wurden Nebengebäude errichtet.
Sie ist für den barocken Ausbau des Klosters verantwortlich. Joseph Anton Feuchtmayer gestaltete 1754 den Nonnenchor neu. Ebenso wurde eine zweite Orgel angeschafft. 
Im Jahr 1744 wurden das Archiv und die Bibliothek im ehemaligen Sommerrefektorium untergebracht.

## Wappen

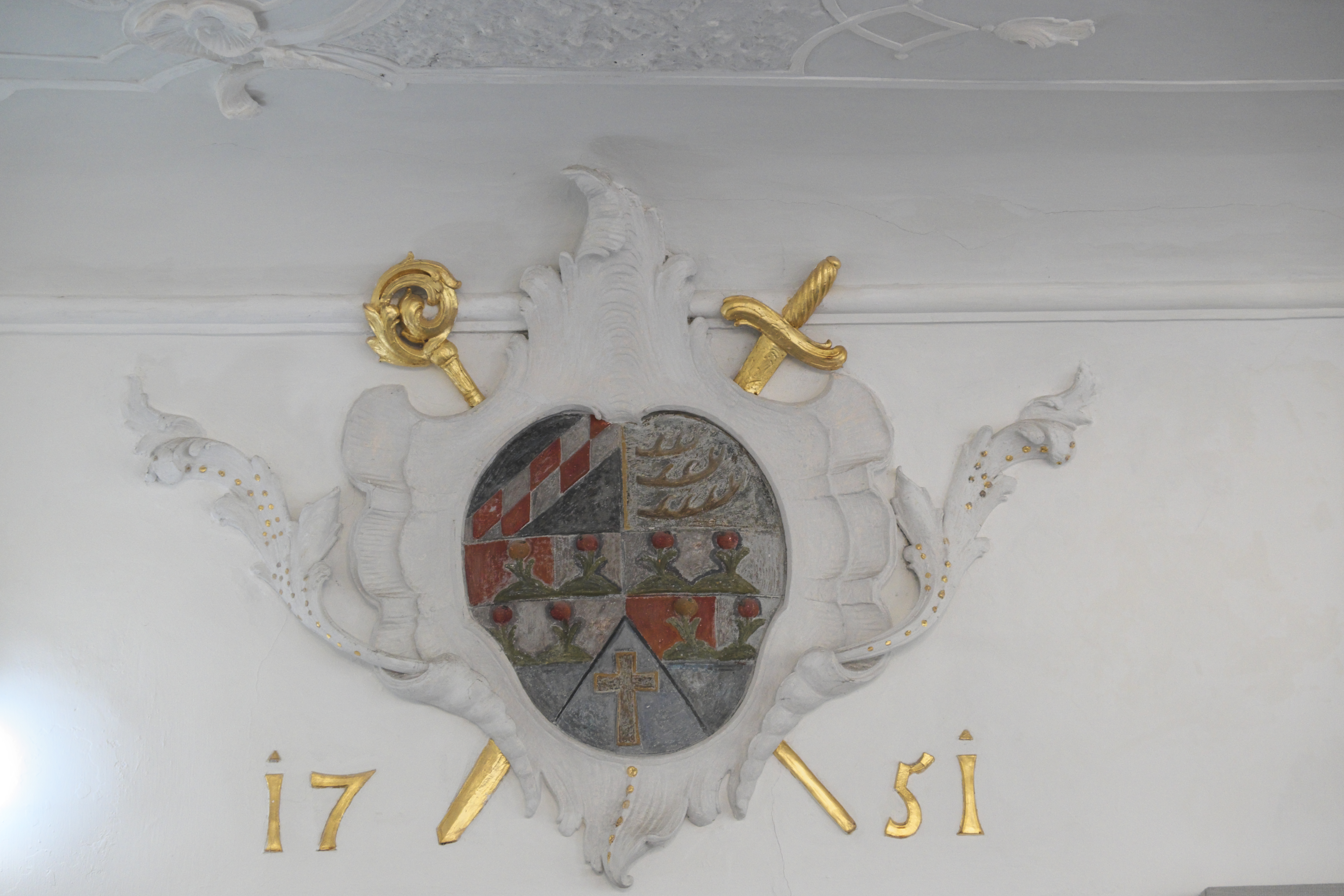
Wappen im Äbtissinnengebäude von 1751